# هاین فان برنن
هاین فان برنن (هلندی: Hein van Breenen؛ ۱۲ ژوئن ۱۹۲۹ – ۸ مارس ۱۹۹۰ (aged 60)) دوچرخه‌سوار اهل هلند بود.